# Jorma Sandelin
Jorma Alexander Sandelin (* 4. Juni 1936 in Kristinestad) ist ein finnischer Bogenschütze.
Sandelin, der für Apollo, Vaasa startete, nahm an den Olympischen Spielen 1972 in München teil und beendete das Einzel auf Rang 40.
Von 1962 bis 1971 errang Sandelin zahlreiche nationale Titel, 1961, 1965 und 1971 platzierte er sich mit der finnischen Mannschaft unter den besten drei der Weltmeisterschaften. Im Einzel war er 1961 WM-Dritter.